# Julie de Bourbon
Titre
Marquise de Lassay
1696 – 1710
Julie de Bourbon, dite Mademoiselle de Chateaubriant, est née vers 1668 et est morte le 10 mars 1710.
Fille naturelle et légitimée d'Henri Jules de Bourbon-Condé et de Madame de Marans, Françoise Charlotte de Montalais, elle fut marquise de Lassay par son mariage avec Armand de Madaillan de Lesparre.

## Biographie

### Naissance et enfance
Elle fut élevée à l'abbaye de Maubuisson, puis placée à l'Abbaye-aux-Bois et légitimée par lettres de Louis XIV données à Namur, en juin 1693, enregistrées le 17 juin 1693 au Parlement et, le 14 juillet 1693, à la Chambre des Comptes. Dans ces lettres il est dit qu'elle est élevée sous le nom de Guénany qui est l'anagramme d'Enghien, Anguien.
A son sujet, Madame de Sévigné écrivait : « Elle est aimable, sans être belle ; elle est vive, douce, complaisante, glorieuse et folle » .

### Union
Les lettres du prétendant Armand de Madaillan de Lesparre adressées à Julie de Bourbon, au prince de Condé, au duc d'Orléans et à Madame de Maintenon, au sujet de cette intrigue, restent très curieuses. Le marquis de Lassay avait quarante-deux ans et Julie, vingt-six lorsqu'il fut question de leur mariage en 1694.
L'affaire traîna pendant deux ans. Pour vaincre la ténacité du prince de Condé et les hésitations de sa fille, il fallut l'intervention de la duchesse d'Orléans et de Madame de Maintenon. Il eut en ces deux femmes des avocates convaincues qui plaidèrent un peu leur cause en défendant la sienne. La princesse de Condé elle-même souhaitait beaucoup le succès de ce projet de mariage. Elles triomphèrent ; le contrat fut signé à Versailles devant toute la cour, le 5 mars 1696 et insinué au Châtelet le 12 avril 1696. La noce eut lieu à l'Hôtel de Condé et fut très brillante.
Le mariage ne fut pas très heureux. La princesse devenue marquise était coquette et très indépendante. Son mari disait : « elle ne se confie à personne et livre sa pensée à tout le monde; elle a l'esprit décisif, frivole et assez amusant. » Marthe-Marguerite de Caylus raconte en ses Mémoires qu'un jour le marquis de Lassay défendait avec chaleur, devant une réunion nombreuse, la vertu de Madame de Maintenon à laquelle il était fort attaché et qu'il « s'en montrait (dit Sainte-Beuve) plus opiniâtrement convaincu qu'il n'était convenable à un homme du monde ». Sa femme agacée à la fin par cette discussion et l'insistance qu'il y mettait, lui dit avec malice et hardiment : comment faites-vous, Monsieur, pour être si sûr de ces choses-là ?.
Le poète Guillaume Amfrye de Chaulieu, très influent à la petite cour de Saint-Maur, chez la duchesse du Maine, y rencontrait souvent Madame de Lassay. Il fut un de ses adorateurs, lui adressa ses plus jolis vers, et porta ombrage au mari. Cette intrigue alla assez loin pour donner prise à la médisance. Après deux années de mariage, Lassay fatigué des légèretés de sa femme, sans rompre absolument avec elle, lui disait, dans une lettre que désormais ils devaient vivre séparément. Bien qu'il souffrit beaucoup de son attitude, il ne manqua jamais aux égards qui lui étaient dus et parut la regretter sincèrement lorsqu'il la perdit.
Elle devint folle, disent les chroniques du temps, et mourut, âgée de quarante-deux ans, le 10 mars 1710, à l'hôtel Condé, laissant une fille qui hérita d'une partie de ses défauts. Julie, légitimée de Bourbon, marquise de Lassay, fut inhumée, par la volonté de son mari, au couvent des Bénédictines de Lassay. Les corps d'Armand et de Léon de Madaillan ont été retrouvés, avec celui de Julie de Bourbon, dans l'emplacement du chœur de l'ancien couvent des Bénédictines de Lassay, chacun renfermé dans un cercueil en plomb ayant la forme du corps lui-même. Une plaque de cuivre laissait lire encore cette épitaphe :  ICY EST LE CORPS DE TRÈS HAVTE ET TRÈS PVISSANTE DAME MADAME JVLIE DE BOURBON EPOUSE DE TRÈS HAVT ET TRÈS PVISSANT SEIGNEVR ARMAND DE MADAILLAN DE L'ESPARRE MARQUIS DE LASSAY, DÉCÉDÉE LE 10 MARS 1710, AGÉE DE 45 ANS. Les sépultures sont découvertes à Lassay en janvier 1885 lors de la construction de l'église paroissiale .